# Saint-Cyrille-de-Lessard
| Paroisse de Saint-Cyrille-de-Lessard |                      |
| École-chapelle de Bras-d'Apic 01.JPG |                      |
| Coordenadas: 47°02' N 70°17'W        |                      |
| Província                            | Quebec               |
| Região administrativa                | Chaudière-Appalaches |
| Incorporado em                       | 1 de julho 1855      |
| Prefeito                             | Luc Caron            |
|                                      |                      |
| Área                                 |                      |
| - Cidade                             | 228,9 km², 88,4 mi²  |
| Fuso horário                         | UTC -5               |
| População (2006)                     |                      |
| - Cidade                             | 791                  |
| - Densidade                          | 4 hab/km², 9 hab/mi² |

Saint-Marcel é uma freguesias canadense do Regionalidade Municipal de L'Islet, Quebec, localizado na região administrativa de Chaudière-Appalaches. Em sua área de pouco mais de duzentos e vinte e oito quilómetros quadrados, habitam cerca de setecentas pessoas. É nomeado em honra de Cirilo de Jerusalém.
Nesta bela freguesias encontram-se elevadas cadeias montanhosas ao norte, enquanto que ao sul no planalto Apalaches, com os seus vales e colinas, o relevo é mais regular e menos elevado.

## Acessibilidade
Saint-Cyrille-de-Lessard é acessível pela estrada 285, através da Auto-pista 20 ou pela estrada 132.

## Atividade Econômicas
A agricultura e a acéricultura são as principais atividades do lugar, superando a exploração florestal. No território de Saint-Cyrille encontram-se diversos cursos d'água, como os lagos, des plaines, Bringé, Isidore e  Vaseux assim como o rios, Bras Saint-Nicolas, Bras-D'Apic e Bras Riche.

## Locais interessantes
- La Chute à Taupin
- Les portes de l'enfer
- La Chute d'Apic
- La Chute à la Tourtre

## Organização Municipal
- Claude Dubé - Assessor
- Claudel Fournier - Presidente Comitê de Planejamento
- Ginette Dufour - Orientador
- Ian Chartrand - Inspetor Ambiental
- Josee Godbout - Secretário-Tesoureiro
- Marco Blanchet - Chefe de Bombeiros
- Michel Chamberland - Inspetor Municipal
- Roger Lapierre - Assessor
- Serge Guimond - Assessor
- Sonia Laurendeau - Consultora